# Hans-Jürgen Schinzler
Hans-Jürgen Schinzler (* 12. Oktober 1940 in Madrid, Spanien) ist ein deutscher Manager und ehemaliger Vorstandsvorsitzender und Aufsichtsratsvorsitzender der Münchener Rückversicherungs-Gesellschaft Aktiengesellschaft. Seit 1. Januar 2013 ist er Ehrenvorsitzender des Aufsichtsrats der Münchener Rück.

## Leben
Hans-Jürgen Schinzler wuchs in München auf, wo er nach dem Abitur ein Studium der Rechtswissenschaften begann, das er an der Julius-Maximilians-Universität Würzburg mit einer Promotion zum Dr. jur. beendete. Das Thema seiner Dissertation lautete Die Aufgaben und die Zuständigkeiten des Bundes auf dem Gebiet der Entwicklungshilfe.
Von 1968 bis 1969 absolvierte er eine Bankausbildung bei der Bayerischen Vereinsbank. Anschließend begann er seine berufliche Laufbahn bei der Münchener Rückversicherungs-Gesellschaft, wo er leitende Positionen im Bereich Beteiligungen und Grundbesitz einnahm. Im Jahr 1981 wurde er in den Vorstand der Münchener Rück berufen, mit der Zuständigkeit für die Bereiche Finanzen und Kreditversicherung. In Mainz war er stellvertretender Vorsitzender der Allgemeinen Kreditversicherung AG. Von 1993 bis 2003 leitete er das Unternehmen als Vorstandsvorsitzender.
Hans-Jürgen Schinzler ist mit Monika Schinzler (geborene Somya) verheiratet und hat drei Kinder. Er ist Mitglied des Corps Vitruvia München.

## Mandate in der Wirtschaft
- Münchener Rückversicherungs-Gesellschaft Aktiengesellschaft, München (Ehrenvorsitzender des Aufsichtsrats)[3]
- Metro AG, Düsseldorf (ehemaliges Mitglied des Aufsichtsrats)[4]

## Mandate in Verbänden, Vereinen und kulturellen Institutionen
- Deutsche Telekom Stiftung, Bonn (Mitglied des Kuratoriums)[5]
- Freundeskreis des Bayerischen Nationalmuseums e.V., München (Mitglied des Vorstands)
- Gemeinnützige Hertie-Stiftung, Frankfurt a. Main (Mitglied des Kuratoriums)[6]
- Hypo-Kulturstiftung, München (Mitglied des Kuratoriums)
- Max-Planck-Gesellschaft zur Förderung der Wissenschaften e.V., Berlin (Schatzmeister und Mitglied des Senats)
- Münchener Rück Stiftung, München (Vorsitzender des Stiftungsrats)[7]
- Jürgen Ponto-Stiftung zur Förderung junger Künstler, Frankfurt (Mitglied des Kuratoriums)[8]
- Stifterverband für die Deutsche Wissenschaft, Essen (Mitglied des Landeskuratoriums Bayern)
- Stiftung Demoskopie Allensbach, Allensbach (Mitglied des Kuratoriums)
- Wittelsbacher Ausgleichsfonds, München (Vorsitzender des Verwaltungsrats)
- Konzertgesellschaft München e.V. (Mitglied des Kuratoriums)

## Dr. Hans-Jürgen Schinzler Stiftung
Die Dr. Hans-Jürgen Schinzler Stiftung unterstützt Mitarbeiter von Münchener Rück weltweit bei ihrem ehrenamtlichen Einsatz. Insbesondere fördert die Stiftung Projekte, die Kindern und Jugendlichen zugutekommen.